# Resolución 1043 del Consejo de Seguridad de las Naciones Unidas

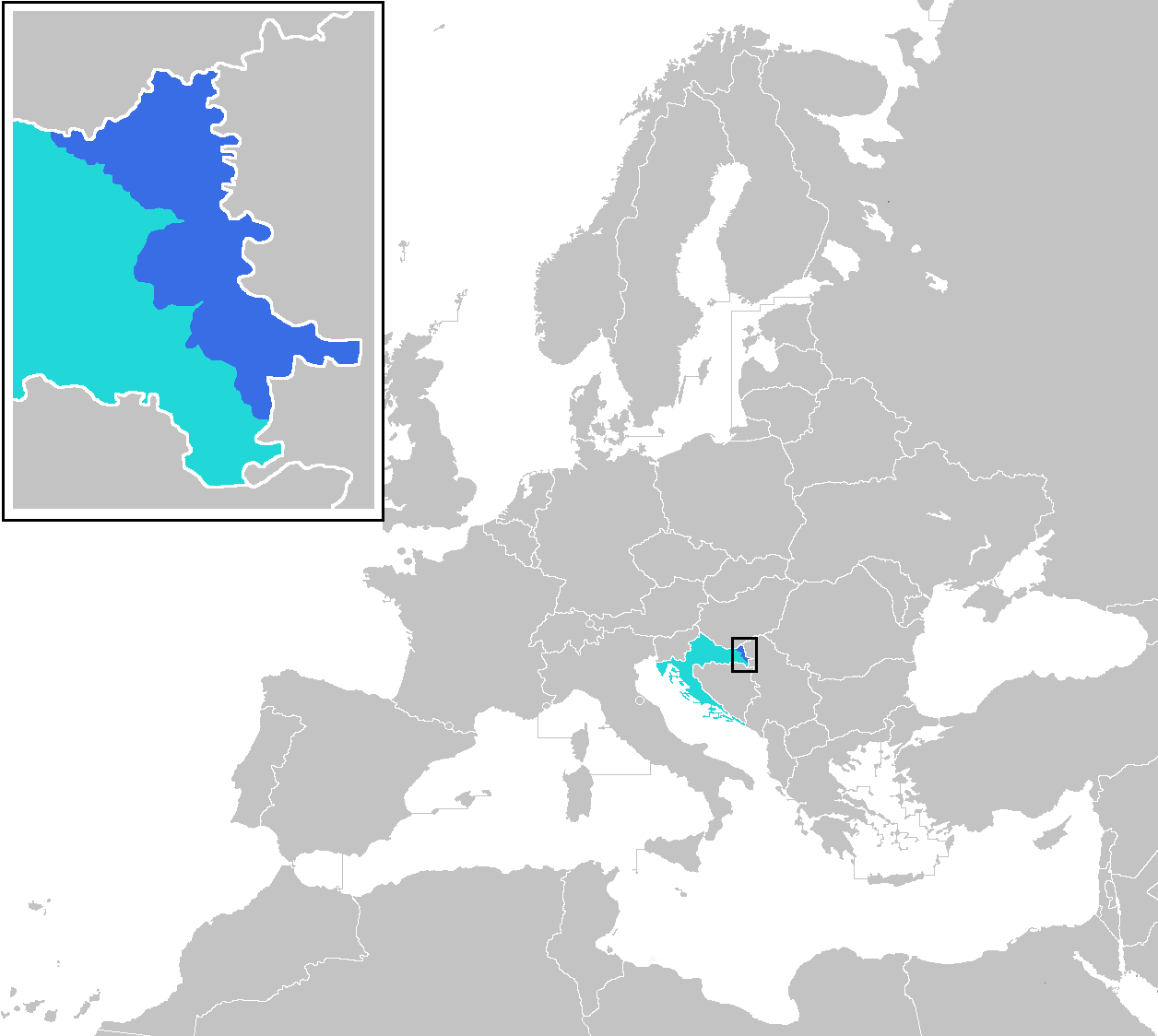
Eslavonia Oriental, Baranya y Sirmia Occidental

La resolución 1043 del Consejo de Seguridad de las Naciones Unidas, aprobada unánimemente el 31 de enero de 1996, después de reafirmar resoluciones previas sobre Croacia incluyendo la resolución 1037 (1996) que establecía la Administración de Transición de las Naciones Unidas en Eslavonia Oriental, Baranya y Sirmia Occidental (UNTAES por sus siglas en inglés), el Consejo autorizó el despliegue de 100 observadores militares por un periodo inicial de seis meses.